# 阿图瓦地区维斯
阿图瓦地区维斯（法語：Vis-en-Artois，法語發音：[vis ɑ̃.n‿aʁtwa]）是法国上法蘭西大區加来海峡省的一个市镇，属于阿拉斯区。

## 地理
阿图瓦地区维斯（50°14'50"N, 2°56'24"E）面积6.42 平方千米，位于法国上法蘭西大區加来海峡省，该省份为法国北部沿海省份，西北濒北海，南至索姆省，东临北部省。
与阿图瓦地区维斯接壤的市镇（或旧市镇、城区）包括：布瓦里圣母村、谢里西、盖马普、欧库尔、昂德库尔-莱卡尼库尔、蒙希勒普勒、雷米。
阿图瓦地区维斯的时区为UTC+01:00、UTC+02:00（夏令时）。

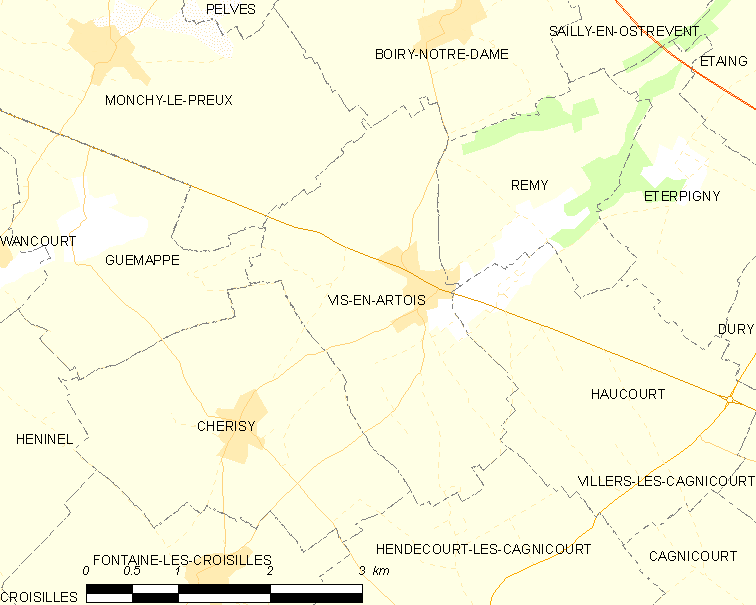
阿图瓦地区维斯的OSM定位图

## 行政
阿图瓦地区维斯的邮政编码为62156，INSEE市镇编码为62864。

## 政治
阿图瓦地区维斯所属的省级选区为布勒比耶尔县。

## 人口

1962-2008年间阿图瓦地区维斯人口变化图示

阿图瓦地区维斯于2022年1月1日时的人口数量为639人。